# Helen Nicolay
Helen Nicolay (geb. 9. März 1866 in Paris; gest. 12. September 1954 in Washington, D.C.) war eine US-amerikanische Autorin und Malerin. Sie war die Tochter von John G. Nicolay, dem Privatsekretär und Biographen von Abraham Lincoln, und seine Assistentin und Biographin. Diese Biographie gehört neben einem Geschichtsbuch für Kinder über Lincoln zu ihren bekanntesten Werken.

## Leben
Helen Nicolay wurde am 9. März 1866 in Paris geboren, wo ihr Vater John G. Nicolay amerikanischer Konsul war. Ihre Mutter war Therena Bates Nicolay aus Pittsfield in Illinois. Ihre Eltern hatten sich dort kennengelernt, während ihr Vater für den Secretary of State von Illinois tätig war und dabei Abraham Lincoln traf, der für das Leben von Vater wie Tochter eine bestimmende Rolle spielen sollte. Ihre Mutter war die Tochter eines Richters aus Illinois und entstammte einer Familie, von der Angehörige einflussreiche Ämter auf Bundesstaats- und nationaler Ebene bekleideten. 1869 kam sie mit ihren Eltern in die USA. Die Familie ließ sich in Washington, D.C. nieder. 1877 wurde ihr Bruder geboren, der noch als Baby starb. Ihre Mutter verstarb 1885. Helen blieb bei ihrem Vater und assistierte ihm bei seinen schriftstellerischen Tätigkeiten. Sie pflegte ihn vor seinem Tod. Nachdem sie sein letztes Werk posthum herausgegeben hatte, begann sie neben dem Malen zu schreiben. Sie arbeitete als Freiwillige für das Rote Kreuz und erteilte Unterricht an einer Sonntagsschule. Ihr letztes Buch, die Biographie ihres Vaters, erschien 1949, fünf Jahre vor ihrem Tod.
Durch die Familie ihrer Mutter wie die Kontakte ihres Vaters als auch ihre eigene Ausbildung verkehrte Nicolay sowohl in politischen wie künstlerischen Kreisen der damaligen Gesellschaft. Sie unterhielt Kontakte zu einem Kreis von Künstlern und Schriftstellern der damals beginnenden progressiven Ära, die dem Sozialdarwinismus der Nachkriegszeit folgte, orientierte sich dabei aber an Ethik und Erbe von Abraham Lincoln, der eine bestimmende Rolle in ihrem Leben einnahm. Sie stellte den Sohn eines Handwerkers in New Hampshire als Chauffeur ein und nahm später dessen Witwe mit zum Tee bei der damaligen First Lady, einer Demokratin im Gegensatz zu Helen Nicolay, die überzeugte Republikanerin war. Nicolay sprach fünf Sprachen und diente laut ihrem Nachruf in der New York Times vom 14. September 1954 im Zweiten Weltkrieg am Außenministerium der Vereinigten Staaten als Dolmetscherin. Nach dem Tod ihrer Mutter bereisten Vater und Tochter gemeinsam Europa und den Westen Nordamerikas und besuchten Ägypten. Wie andere Zeitgenossen auch verließen die Nicolays im Sommer Washington, um Hitze und Feuchtigkeit zu entkommen. John Nicolay kommentierte das mit der Bemerkung, Washington im Sommer sei nur für Katzen und Kongressabgeordnete zu ertragen. Zu ihren Sommerreisezielen gehörte Colorado Springs, zusammen mit Hay und dessen Frau Clara, und die Isles of Shoals. Im August des Jahres 1890 verließen sie ohne weitere Vorbereitung die Stadt und suchten eine erträglichere Umgebung. Dabei kamen sie nach Holderness in New Hampshire, wo sie sich fünf Jahre später einen Sommersitz samt Nebengebäuden wie Studio, Garage und Bootshaus am Squam Lake errichten. Das Anwesen wurde „Tannenruh“ genannt. Helen behielt das Anwesen, bis sie am 12. September 1954 in Washington, D.C. starb. Ihre sterblichen Überreste wurden kremiert und auf Tannenruh verstreut.

## Schaffen
Nicolay lernte bereits als Kind Zeichnen. Darin folgte sie ihrem Vater, der aus der Erinnerung seine deutsche Heimat im heutigen Rheinland-Pfalz zeichnete und später auf Reisen Wildblumen malte. Ihre Eltern, die ihre Neigung und Talent sahen, ermöglichten ihr eine Ausbildung an der Corcoran-Kunstschule in Washington, D.C. Daneben studierte sie Malerei bei J. Wells Champney in New York und besuchte seine Sommerklassen an der Deerfield-Academy in Deerfield, Massachusetts. Im Salon von Celia Thaxter im Appledore House auf den Isles of Shoals traf sie unter anderem auf Childe Hassam, der sie beeinflusste, den Dichter John Greenleaf Whittier und andere Maler und Autoren. Sie malte in Öl und Aquarell. Zu ihren Sujets gehören Motive, die sie auf ihren Reisen fand, die Umgebung des Sommersitzes in New Hampshire und unter anderem auch ihr Vater. Zwei von ihr gemalte Porträts von diesem befinden sich in der Lincoln Collection. Ausstellungen wurden in der Corcoran Gallery, der National Academy of Design und dem Wellesley College veranstaltet, und eines ihrer Werke hing zumindest zeitweilig im Smithsonian Institute.
John G. Nicolay war an der Gründung der Literary Society of Washington, D.C. beteiligt, in der Helen ebenfalls Mitglied wurde. Mit dem Schreiben an sich kam sie zum ersten Mal im Büro ihres Vaters in Berührung, wo dieser und John Hay an ihrer Lincoln-Biographie arbeiteten. Später wurde sie als Assistentin und Sekretärin ihres Vaters tätig und schrieb nach seinem wie nach Hays Diktat deren Notizen. Nach dem Tod ihres Vaters beendete sie mit Hays Hilfe seine gekürzte, einbändige Fassung dieser Biographie und veröffentlichte sie, ohne als Mitautorin genannt zu werden. Ihre ersten eigenen Werke entstanden, nachdem sie hörte, wie der Sohn einer Freundin den langweiligen Geschichtsunterricht in der Schule beklagte. Daraufhin verfasste sie The Boy’s Life of Abraham Lincoln, das erste in einer Reihe von biographischen, für Kinder geschriebenen Büchern. Es erschien 1906. Ihre Werke waren vorwiegend historischer oder biographischer Art, die meisten davon handelten von Themen, die mit der Geschichte der Vereinigten Staaten zu tun hatten. Das letzte ihrer Bücher, Lincoln’s Secretary: A Biography of John G. Nicolay, eine Biographie ihres eigenen Vaters, wurde 1949 veröffentlicht.

## Werke (Auswahl)
- The Boy’s Life of Abraham Lincoln. Champaign IL 1906 ISBN 0-585-01485-X
- Personal traits of Abraham Lincoln. The Century Co., New York 1912 ISBN 0-344-95549-4
- Our nation in the building. The Century Co., New York 1912 ISBN 1-331-27703-5
- The book of American wars. The Century Co., New York 1912 ISBN 1-297-38398-2
- Lincoln's secretary, a biography of John G. Nicolay. Longmans Green, New York 1949 ISBN 0-8371-5626-2